# Hadogenes weygoldti
Espèce
Hadogenes weygoldti est une espèce de scorpions de la famille des Hormuridae.

## Distribution
Cette espèce est endémique du Cap-du-Nord en Afrique du Sud. Elle se rencontre vers Sutherland.

## Description
Le mâle holotype mesure 44,3 mm et la femelle paratype 48 mm.

## Étymologie
Cette espèce est nommée en l'honneur de Peter Weygoldt.

## Publication originale
- Šťáhlavský, Štundlová, Lowe, Stockmann & Kovařík, 2018 : Application of cytogenetic markers in the taxonomy of flat rock scorpions (Scorpiones: Hormuridae), with the description of Hadogenes weygoldti sp n. Zoologischer Anzeiger, vol. 273, p. 173-182.